# Grand Prix Júnior de Patinação Artística no Gelo na Estônia
O Grand Prix Júnior de Patinação Artística no Gelo na Estônia (muitas vezes intitulado: Tallinn Cup) é uma competição internacional de patinação artística no gelo de nível júnior. A competição é organizada pela União Internacional de Patinação (ISU), e disputado no outono, em alguns anos, como parte do Grand Prix Júnior de Patinação Artística no Gelo.

## Edições
| Ano        | Edição               | Cidade sede          | Júnior               | Júnior               | Júnior               | Júnior               | Ref                  |
| Ano        | Edição               | Cidade sede          | M                    | F                    | P                    | D                    | Ref                  |
| ---------- | -------------------- | -------------------- | -------------------- | -------------------- | -------------------- | -------------------- | -------------------- |
| 2005       | 1.ª                  | Tallinn              | •                    | •                    | •                    | •                    | [ 1 ]                |
| 2006       | Não houve competição | Não houve competição | Não houve competição | Não houve competição | Não houve competição | Não houve competição | Não houve competição |
| 2007       | 2.ª                  | Tallinn              | •                    | •                    | •                    | •                    | [ 2 ]                |
| 2008– 2010 | Não houve competição | Não houve competição | Não houve competição | Não houve competição | Não houve competição | Não houve competição | Não houve competição |
| 2011       | 3.ª                  | Tallinn              | •                    | •                    | •                    | •                    | [ 3 ]                |
| 2012       | Não houve competição | Não houve competição | Não houve competição | Não houve competição | Não houve competição | Não houve competição | Não houve competição |
| 2013       | 4.ª                  | Tallinn              | •                    | •                    | •                    | •                    | [ 4 ]                |
| 2014       | 5.ª                  | Tallinn              | •                    | •                    | •                    | •                    | [ 5 ]                |
| 2015       | Não houve competição | Não houve competição | Não houve competição | Não houve competição | Não houve competição | Não houve competição | Não houve competição |
| 2016       | 6.ª                  | Tallinn              | •                    | •                    | •                    | •                    | [ 6 ]                |

## Lista de medalhistas

### Individual masculino
| Evento                  | Ouro                             | Prata                    | Bronze                                 |
| Tallinn 2005 (detalhes) | Tommy Steenberg · Estados Unidos | Kosuke Morinaga · Japão  | Ivan Tretiakov · Rússia                |
| 2006                    | Não houve competição             | Não houve competição     | Não houve competição                   |
| Tallinn 2007 (detalhes) | Guan Jinlin · China              | Artur Gachinski · Rússia | Yang Chao · China                      |
| 2008–2010               | Não houve competição             | Não houve competição     | Não houve competição                   |
| Tallinn 2011 (detalhes) | Joshua Farris · Estados Unidos   | Maxim Kovtun · Rússia    | Shoma Uno · Japão                      |
| 2012                    | Não houve competição             | Não houve competição     | Não houve competição                   |
| Tallinn 2013 (detalhes) | Jin Boyang · China               | Mikhail Kolyada · Rússia | Michael Christian Martinez · Filipinas |
| Tallinn 2014 (detalhes) | Alexander Petrov · Rússia        | Sota Yamamoto · Japão    | Zhang He · China                       |
| 2015                    | Não houve competição             | Não houve competição     | Não houve competição                   |
| Tallinn 2016 (detalhes) | Alexander Samarin · Rússia       | Roman Sadovsky · Canadá  | Vincent Zhou · Estados Unidos          |

### Individual feminino
| Evento                  | Ouro                           | Prata                            | Bronze                            |
| Tallinn 2005 (detalhes) | Elene Gedevanishvili · Geórgia | Veronika Kropotina · Rússia      | Kiira Korpi · Finlândia           |
| 2006                    | Não houve competição           | Não houve competição             | Não houve competição              |
| Tallinn 2007 (detalhes) | Yuki Nishino · Japão           | Blake Rosenthal · Estados Unidos | Svetlana Issakova · Estônia       |
| 2008–2010               | Não houve competição           | Não houve competição             | Não houve competição              |
| Tallinn 2011 (detalhes) | Gracie Gold · Estados Unidos   | Risa Shoji · Japão               | Samantha Cesario · Estados Unidos |
| 2012                    | Não houve competição           | Não houve competição             | Não houve competição              |
| Tallinn 2013 (detalhes) | Serafima Sakhanovich · Rússia  | Elizaveta Iushenko · Rússia      | Miyabi Oba · Japão                |
| Tallinn 2014 (detalhes) | Miyu Nakashio · Japão          | Maria Sotskova · Rússia          | Alsu Kaiumova · Rússia            |
| 2015                    | Não houve competição           | Não houve competição             | Não houve competição              |
| Tallinn 2016 (detalhes) | Polina Tsurskaya · Rússia      | Elizaveta Nugumanova · Rússia    | Mako Yamashita · Japão            |

### Duplas
| Evento                  | Ouro                                                   | Prata                                               | Bronze                                          |
| Tallinn 2005 (detalhes) | Aaryn Smith · Will Chitwood · Estados Unidos           | Elizaveta Levshina · Konstantin Gavrin · Rússia     | Lilly Pixley · John Salway · Estados Unidos     |
| 2006                    | Não houve competição                                   | Não houve competição                                | Não houve competição                            |
| Tallinn 2007 (detalhes) | Ekaterina Sheremetieva · Mikhail Kuznetsov · Rússia    | Amanda Velenosi · Mark Fernandez · Canadá           | Zhang Yue · Wang Lei · China                    |
| 2008–2010               | Não houve competição                                   | Não houve competição                                | Não houve competição                            |
| Tallinn 2011 (detalhes) | Katherine Bobak · Ian Beharry · Canadá                 | Britney Simpson · Matthew Blackmer · Estados Unidos | Jessica Calalang · Zack Sidhu · Estados Unidos  |
| 2012                    | Não houve competição                                   | Não houve competição                                | Não houve competição                            |
| Tallinn 2013 (detalhes) | Yu Xiaoyu · Jin Yang · China                           | Vasilisa Davankova · Andrei Deputat · Rússia        | Evgenia Tarasova · Vladimir Morozov · Rússia    |
| Tallinn 2014 (detalhes) | Maria Vigalova · Egor Zakroev · Rússia                 | Kamilla Gainetdinova · Sergei Alexeev · Rússia      | Anastasia A. Gubanova · Alexei Sintsov · Rússia |
| 2015                    | Não houve competição                                   | Não houve competição                                | Não houve competição                            |
| Tallinn 2016 (detalhes) | Ekaterina Alexandrovskaya · Harley Windsor · Austrália | Alina Ustimkina · Nikita Volodin · Rússia           | Ekaterina Borisova · Dmitry Sopot · Rússia      |

### Dança no gelo
| Evento                  | Ouro                                           | Prata                                          | Bronze                                         |
| Tallinn 2005 (detalhes) | Anastasia Gorshkova · Ilia Tkachenko · Rússia  | Allie Hann-McCurdy · Michael Coreno · Canadá   | Grethe Grünberg · Kristian Rand · Estônia      |
| 2006                    | Não houve competição                           | Não houve competição                           | Não houve competição                           |
| Tallinn 2007 (detalhes) | Madison Chock · Greg Zuerlein · Estados Unidos | Alisa Agafonova · Dmitri Dun · Ucrânia         | Joanna Lenko · Mitchell Islam · Canadá         |
| 2008–2010               | Não houve competição                           | Não houve competição                           | Não houve competição                           |
| Tallinn 2011 (detalhes) | Anna Yanovskaya · Sergey Mozgov · Rússia       | Irina Shtork · Taavi Rand · Estônia            | Evgenia Kosigina · Nikolai Moroshkin · Rússia  |
| 2012                    | Não houve competição                           | Não houve competição                           | Não houve competição                           |
| Tallinn 2013 (detalhes) | Anna Yanovskaya · Sergey Mozgov · Rússia       | Oleksandra Nazarova · Maksym Nikitin · Ucrânia | Daria Morozova · Mikhail Zhirnov · Rússia      |
| Tallinn 2014 (detalhes) | Anna Yanovskaya · Sergey Mozgov · Rússia       | Mackenzie Bent · Garrett MacKeen · Canadá      | Oleksandra Nazarova · Maksym Nikitin · Ucrânia |
| 2015                    | Não houve competição                           | Não houve competição                           | Não houve competição                           |
| Tallinn 2016 (detalhes) | Alla Loboda · Pavel Drozd · Rússia             | Anastasia Skoptsova · Kirill Aleshin · Rússia  | Chloe Lewis · Logan Bye · Estados Unidos       |